# Jay Ohrberg

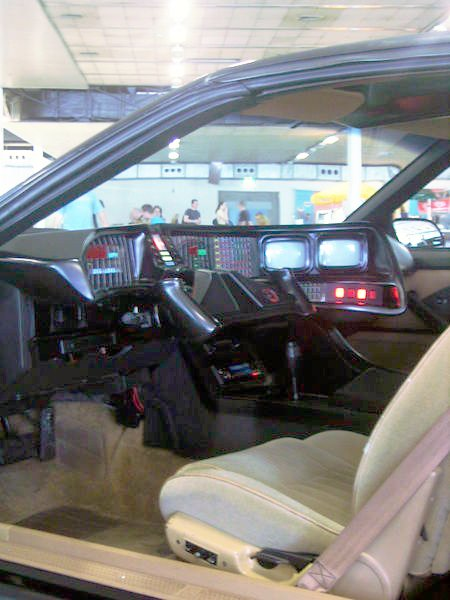
Interiör från bilen KITT som byggdes för Knight Rider.

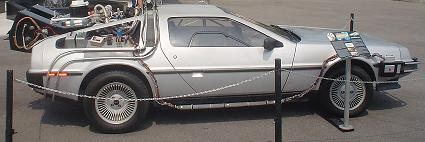
Den DeLorean som användes i Tillbaka till framtiden.

Jay Ohrberg är en bilsamlare och bilbyggare som specialiserat sig på fordon för film och television. Han har ett företag kallat Jay Ohrberg Star Cars som hyr ut fordon för dessa ändamål.
Bland bilarna i Ohrbergs samling kan märkas den DeLorean som användes i filmserien Tillbaka till framtiden, ett flertal bilar från spelfilmen om Familjen Flinta, en kopia av bilen Ecto-1 från Ghostbusters, en Ford Gran Turismo från Starsky and Hutch, folkvagnen från en av Herbiefilmerna, samt bilar från Mad Max, RoboCop, A-Team, Knight Rider, och Miami Vice.
Några av bilarna i Ohrbergs samling är mer eklektiska - den 30 meter långa American Dream är ett av exemplen. Guinness Rekordbok har denna bil listad som världens längsta.
Ohrberg har bland andra formgivit och/eller tillverkat:
- KITT för filmen Knight Rider 2000. Han byggde även en "super pursuit mode" version för tv-seriens sista säsong.
- Flera batmobiles för filmen Batman Returns.